# روجر غرينوالد
روجر غرينوالد (بالإنجليزية: Roger Greenwald)‏ هو مترجم وشاعر أمريكي، ولد في 1945 في نيوجيرسي في الولايات المتحدة.